# Naso (geslacht)
Naso is een geslacht van doktersvissen uit de orde van baarsachtigen (Perciformes).

## Soorten
- Naso annulatus (Quoy & Gaimard, 1825)
- Naso brachycentron (Valenciennes, 1835)
- Naso brevirostris (Cuvier, 1829) – Eenhoornvis
- Naso caeruleacauda Randall, 1994
- Naso caesius Randall & Bell, 1992
- Naso elegans (Rüppell, 1829)
- Naso fageni Morrow, 1954
- Naso hexacanthus (Bleeker, 1855)
- Naso lituratus (Forster, 1801) – Koekopvis
- Naso lopezi Herre, 1927
- Naso maculatus Randall & Struhsaker, 1981
- Naso mcdadei Johnson, 2002
- Naso minor (Smith, 1966)
- Naso reticulatus Randall, 2001
- Naso tergus Ho, Shen & Chang, 2011
- Naso thynnoides (Cuvier, 1829)
- Naso tonganus (Valenciennes, 1835)
- Naso tuberosus Lacépède, 1801
- Naso unicornis (Forsskål, 1775) – Neushoornvis
- Naso vlamingii (Valenciennes, 1835)